# Simon Pegg
Simon John Pegg (Brockworth, 1970. február 14. –) díjnyertes angol színész, humorista, író, producer, énekes és rendező.
Leginkább Edgar Wrighttal közös filmjeiről (Cornetto Három Íze-trilógia) ismert: Haláli hullák hajnala, Vaskabátok és Világvége (2013) . A Spaced című angol sitcom megalkotója volt. Általában egy összeszokott csapattal dolgozik, melynek tagjai Nick Frost, Jessica Hynes, Dylan Moran és Edgar Wright. Simon közeli barátja David Schwimmer-nek. Többször dolgoztak is együtt, például Az elit alakulat, a Rosszbarátok és a Fuss, dagi, fuss! című filmekben. Róla mintázták továbbá Wee Hughie karakterét a The Boys című képregénysorozatban.

## Magánélete
2005. július 23-án Glasgow-ban vette feleségül Maureen McCann-t. Chris Martin és Gwyneth Paltrow lányának, Apple-nek a keresztapja.
Pegg a Twitterén tette közzé, hogy ateista.

## Díjai, elismerései
2008. december 4-én a Gloucestershire-i Egyetem tiszteletbeli tagjává avatták.

## Filmográfia

### Film
| Év   | Magyar cím                                                    | Eredeti cím                                              | Szerep                           | Magyar hang          | Rendező               |
| ---- | ------------------------------------------------------------- | -------------------------------------------------------- | -------------------------------- | -------------------- | --------------------- |
| 1999 |                                                               | Tube Tales                                               | hivatalnok (Steal Away-szegmens) |                      | Charles McDougall     |
| 1999 | Agyatlan Apartman                                             | Guest House Paradiso                                     | Mr. Nice                         |                      | Adrian Edmondson      |
| 2001 | Széfbe zárt igazság                                           | The Parole Officer                                       | férj                             |                      | John Duigan           |
| 2002 | Non-stop party arcok                                          | 24 Hour Party People                                     | Paul Morley                      |                      | Michael Winterbottom  |
| 2004 | Haláli hullák hajnala                                         | Shaun of the Dead                                        | Shaun Riley                      | Viczián Ottó         | Edgar Wright          |
| 2005 | Úriemberek Ligájának apokalipszise                            | The League of Gentlemen's Apocalypse                     | Peter Cow                        |                      | Steve Bendelack       |
| 2005 | Holtak földje                                                 | Land of the Dead                                         | fényképező fülke zombija (cameo) |                      | George A. Romero      |
| 2006 | Mission: Impossible III                                       | Mission: Impossible III                                  | Benji Dunn                       | Kassai Károly        | J. J. Abrams          |
| 2006 | Rosszbarátok                                                  | Big Nothing                                              | Gus                              | Epres Attila         | Jean-Baptiste Andrea  |
| 2006 | Szabadítsátok ki Jimmyt!                                      | Free Jimmy                                               | Agy (hangja)                     | Kassai Károly        | Christopher Nielsen   |
| 2007 | Grindhouse                                                    | Grindhouse                                               | Kannibál (Don't-szegmens)        |                      | Edgar Wright          |
| 2007 | Az álomnő                                                     | The Good Night                                           | Paul                             | Csík Csaba Krisztián | Jake Paltrow          |
| 2007 | Vaskabátok                                                    | Hot Fuzz                                                 | Nicholas Angel őrmester          | Epres Attila         | Edgar Wright          |
| 2007 | Fuss, dagi, fuss!                                             | Run Fatboy Run                                           | Dennis Doyle                     | Anger Zsolt          | David Schwimmer       |
| 2007 | Holtak naplója                                                | Diary of the Dead                                        | hírolvasó (cameo hangja)         |                      | George A. Romero      |
| 2008 | Hogy veszítsük el barátainkat és idegenítsük el az embereket? | How to Lose Friends and Alienate People                  | Sidney Young                     | Fekete Zoltán        | Robert B. Weide       |
| 2009 | Star Trek                                                     | Star Trek                                                | Montgomery "Scotty" Scott        | Görög László         | J. J. Abrams          |
| 2009 | Jégkorszak 3. – A dínók hajnala                               | Ice Age: Dawn of the Dinosaurs                           | Buck (hangja)                    | Anger Zsolt          | Carlos Saldanha       |
| 2010 |                                                               | Burke & Hare                                             | William Burke                    |                      | John Landis           |
| 2010 | Narnia Krónikái: A Hajnalvándor útja                          | The Chronicles of Narnia: The Voyage of the Dawn Treader | Czincz vitéz (hangja)            | Viczián Ottó         | Michael Apted         |
| 2010 |                                                               | Scrat's Continental Crack-up (rövidfilm)                 | Buck (hangja)                    |                      | Steve Martino         |
| 2010 | Michael Thurmeier                                             | Scrat's Continental Crack-up (rövidfilm)                 | Buck (hangja)                    |                      |                       |
| 2011 | Paul                                                          | Paul                                                     | Graeme Willy                     | Epres Attila         | Greg Mottola          |
| 2011 | Tintin kalandjai                                              | The Adventures of Tintin: The Secret of the Unicorn      | Thompson felügyelő (hangja)      | Józsa Imre           | Steven Spielberg      |
| 2011 | Mission: Impossible – Fantom protokoll                        | Mission: Impossible – Ghost Protocol                     | Benji Dunn                       | Görög László         | Brad Bird             |
| 2011 |                                                               | The Death and Return of Superman (rövidfilm)             | John Landis                      |                      | Max Landis            |
| 2013 | Star Trek – Sötétségben                                       | Star Trek Into Darkness                                  | Montgomery "Scotty" Scott        | Görög László         | J. J. Abrams          |
| 2013 | Világvége                                                     | The World's End                                          | Gary King                        | Epres Attila         | Edgar Wright          |
| 2014 | Flörti dancing                                                | Cuban Fury                                               | Mondeo sofőr (cameo)             | Görög László         | James Griffiths       |
| 2014 | Hector a boldogság nyomában                                   | Hector and the Search for Happiness                      | Hector                           | Görög László         | Peter Chelsom         |
| 2014 | Gyilkosság három felvonásban                                  | Kill Me Three Times                                      | Charlie Wolfe                    | Görög László         | Kriv Stenders         |
| 2014 | Doboztrollok                                                  | The Boxtrolls                                            | Herbert Haraszt (hangja)         | Kardos Róbert        | Graham Annable        |
| 2014 | Doboztrollok                                                  | The Boxtrolls                                            | Herbert Haraszt (hangja)         | Kardos Róbert        | Anthony Stacchi       |
| 2015 | Férfi kell! (Pasi kell!)                                      | Man Up                                                   | Jack                             | Bozsó Péter          | Ben Palmer            |
| 2015 | Mission: Impossible – Titkos nemzet                           | Mission: Impossible – Rogue Nation                       | Benji Dunn                       | Görög László         | Christopher McQuarrie |
| 2015 | Megtehetek bármit                                             | Absolutely Anything                                      | Neil Clarke                      | Bozsó Péter          | Terry Jones           |
| 2015 | Star Wars VII. rész – Az ébredő Erő                           | Star Wars: The Force Awakens                             | Unkar Plutt                      | Borbiczki Ferenc     | J. J. Abrams          |
| 2016 | Jégkorszak – A nagy bumm                                      | Ice Age: Collision Course                                | Buck (hangja)                    | Csankó Zoltán        | Michael Thurmeier     |
| 2016 | Star Trek: Mindenen túl                                       | Star Trek Beyond                                         | Montgomery "Scotty" Scott        | Görög László         | Justin Lin            |
| 2018 |                                                               | The Cloverfield Paradox                                  | rádiós (hangja)                  |                      | Julius Onah           |
| 2018 | Ready Player One                                              | Ready Player One                                         | Ogden "Og" Morrow                | Csankó Zoltán        | Steven Spielberg      |
| 2018 | Végállomás                                                    | Terminal                                                 | Bill                             |                      | Vaughn Stein          |
| 2018 | Mission: Impossible – Utóhatás                                | Mission: Impossible – Fallout                            | Benji Dunn                       | Görög László         | Christopher McQuarrie |
| 2018 | Mészárszék rulez                                              | Slaughterhouse Rulez                                     | Meredith Houseman                | Görög László         | Crispian Mills        |
| 2019 |                                                               | Lost Transmissions                                       | Theo Ross                        |                      | Katharine O’Brien     |
| 2020 | Örökség                                                       | Inheritance                                              | Morgan Warner                    |                      | Vaughn Stein          |
| 2021 |                                                               | The Sparks Brothers                                      | John Lennon                      |                      | Edgar Wright          |
| 2021 | Amerika: A mozgókép                                           | America: The Motion Picture                              | Jakab király (hangja)            | Faragó András        | Matt Thompson         |
| 2022 | Vad Buck jégkorszaki kalandjai                                | The Ice Age Adventures of Buck Wild                      | Buck (hangja)                    |                      | John C. Donkin        |
| 2022 | Szerencse                                                     | Luck                                                     | Bob (hangja)                     |                      | Peggy Holmes          |
| 2023 | Mission: Impossible – Leszámolás                              | Mission: Impossible – Dead Reckoning                     | Benji Dunn                       | Görög László         | Christopher McQuarrie |
| 2023 |                                                               | Nandor Fodor and the Talking Mongoose                    | Fodor Nándor                     |                      | Adam Sigal            |
| 2025 | Mission: Impossible – A végső leszámolás                      | Mission: Impossible – The Final Reckoning                | Benji Dunn                       | Görög László         | Christopher McQuarrie |